# Jan Gyamerah
Jan Gyamerah (Berlino, 18 giugno 1995) è un calciatore tedesco, difensore dell'Elversberg.

## Caratteristiche tecniche
È un terzino destro.

## Carriera

### Club
Cresciuto nel settore giovanile del Bochum, ha esordito in prima squadra il 20 dicembre 2013 in occasione del match di 2. Bundesliga pareggiato 0-0 contro la Dinamo Dresda.

### Nazionale
Ha giocato nelle nazionali giovanili tedesche Under-17 ed Under-18.